# Space Invaders (серия игр)
Space Invaders — серия видеоигр в жанре фиксированного шутера, разработанная компанией Taito.
Первая игра серии, Space Invaders, была разработана в 1978 году Томохиро Нисикадо (Tomohiro Nishikado) и выпущена в виде аркадного игрового автомата. Игра стала очень успешной и оказала заметное влияние на развитие индустрии видеоигр. В частности, версия игры для игровой консоли Atari 2600, вышедшая в 1980 году, увеличила её продажи в несколько раз, став первым killer app в области домашних видеоигр. Изображение «пришельца», основного противника в игре, стало одним из наиболее известных символов игровой индустрии.
Популярность оригинальной игры привела к её переносу на большинство домашних игровых систем и к появлению множества продолжений, ремейков, переизданий и спин-оффов, а также различных подражаний. Идея игры легла в основу игры Galaxian компании Namco, вышедшей в 1979 году и также ставшей началом успешной серии игр.

## Игры серии

### Аркадные автоматы
- Space Invaders (1978)
- Space Invaders Deluxe (1979)
- Space Invaders II (1980)
- Return of the Invaders (1985)
- Super Space Invaders '91 (1990)
- Space Invaders '95 (1995)

### Игровые консоли
- Space Invaders 90
- Space Invaders 2000
- Space Invaders X (1999)
- Space InvaDA!!
- Space Invaders EX (2002)
- Space Invaders Evolution (2005)
- Space Invaders Revolution (2005)
- Space Invaders Extreme (2008)
- Space Invaders Get Even (2008)
- Space Invaders Extreme 2 (2009)
- Invader Groove
- Cubic Invaders
- Space Invaders Infinity Gene (2008)
- Space Invaders World War (2008)

### Сборники
- Space Invaders DX (1994)
- Space Invaders: The Original Game (1994)
- Space Invaders Virtual Collection (1995)
- Space Invaders Anniversary (2003)
- Space Invaders Pocket (2005)
- Space Invaders Trilogy (2007)

### Спин-оффы
- Space Raiders (2002)
- Space Invaders X Pac-Man (2005)
- Yawaraka sensha VS Space Invaders (2006)
- Minna de Invaders (2007)
- Logic Invaders
- Typingvaders